# 3529 Довлінґ
3529 Довлінґ (3529 Dowling) — астероїд головного поясу, відкритий 2 березня 1981 року.
Тіссеранів параметр щодо Юпітера — 3,513.